# Seidenhaus Weichmann

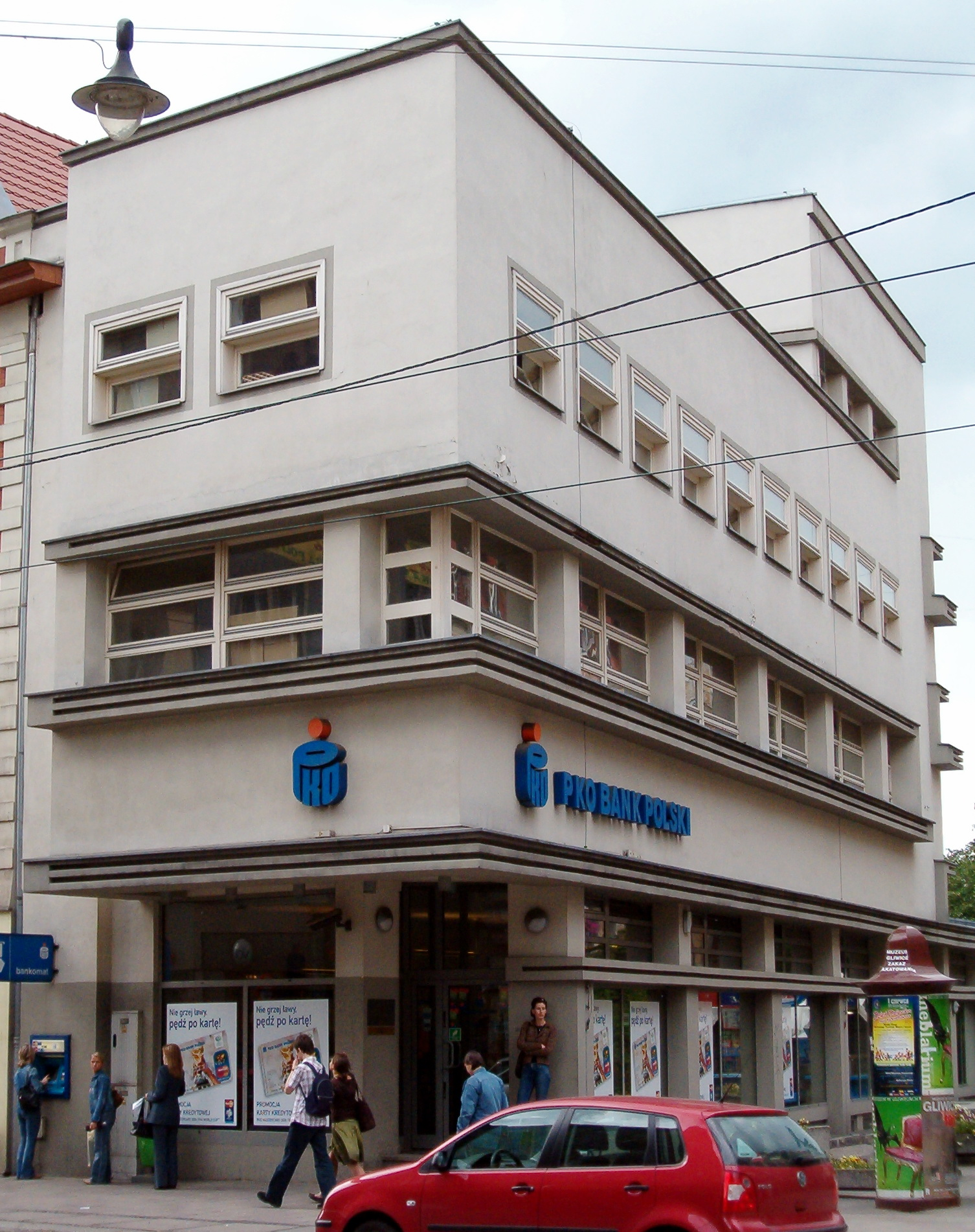
Das Seidenhaus Weichmann (2006)

Das Seidenhaus Weichmann ist ein 1921/1922 erbautes Gebäude in Gliwice (Gleiwitz) des deutschen Architekten Erich Mendelsohn (1887–1953). Das ehemalige Warenhaus befindet sich an der Ul. Zwycięstwa 37 (der früheren Wilhelmstraße) an der Ecke zum Promenadenweg.

## Architektur
Das Gebäude hat zwei Obergeschosse und einen kleinen Turm im dritten Obergeschoss. Das Gebäude wurde im Stil der klassischen Moderne gestaltet und in Stahlbetonbauweise gebaut.

## Geschichte

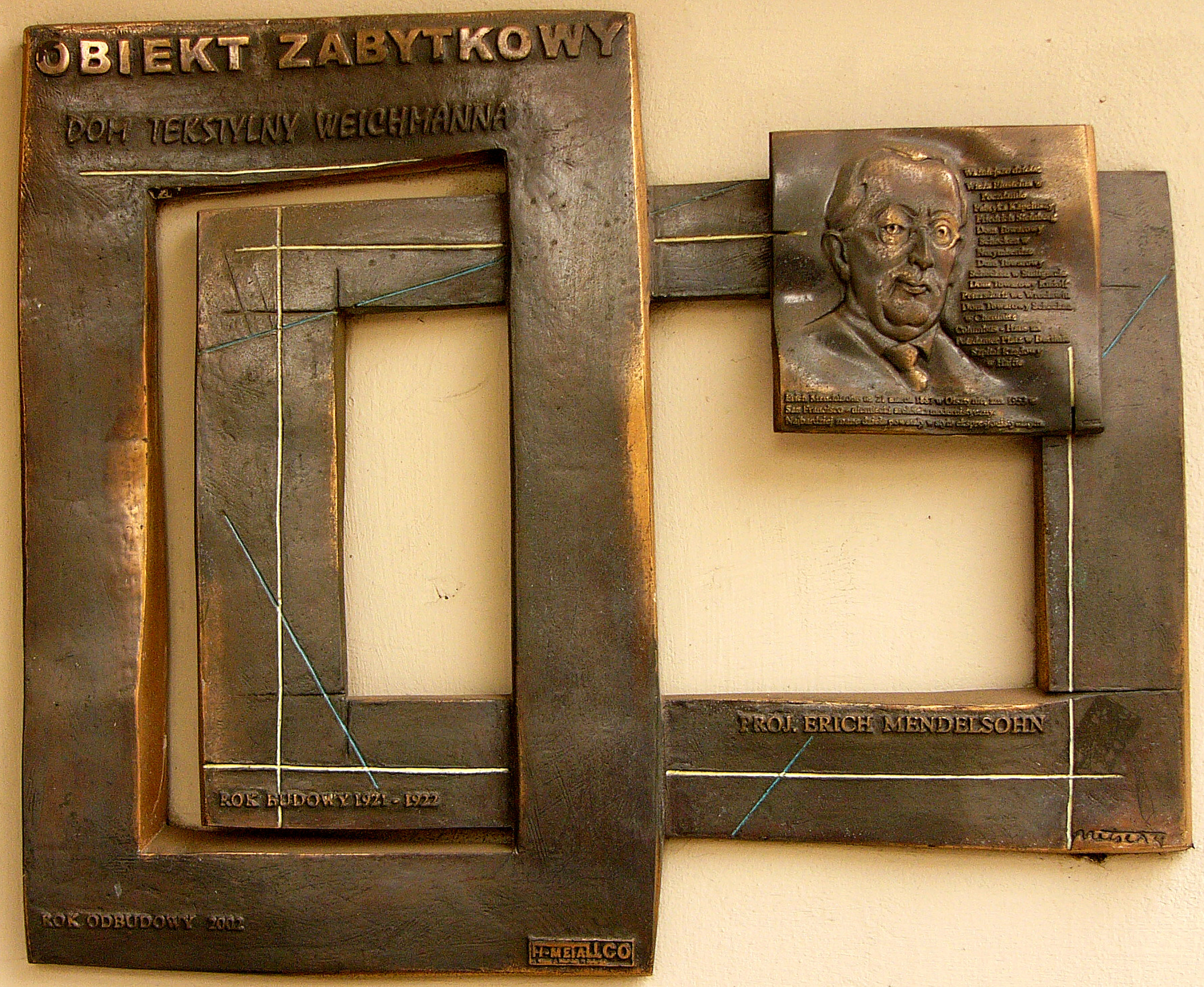
Plakette mit Antlitz von Erich Mendelsohn am Eingang (2016)

Das Gebäude wurde entworfen vom Berliner Architekten Erich Mendelsohn und zwischen 1921 und 1922 erbaut. Der Eigentümer des Gebäudes war in den 1930er Jahren der Textilhändler Erwin Weichmann.
2002 wurde das Gebäude renoviert. Heute befindet sich im Gebäude eine Filiale der PKO-BP-Bank.